# Bob Weston

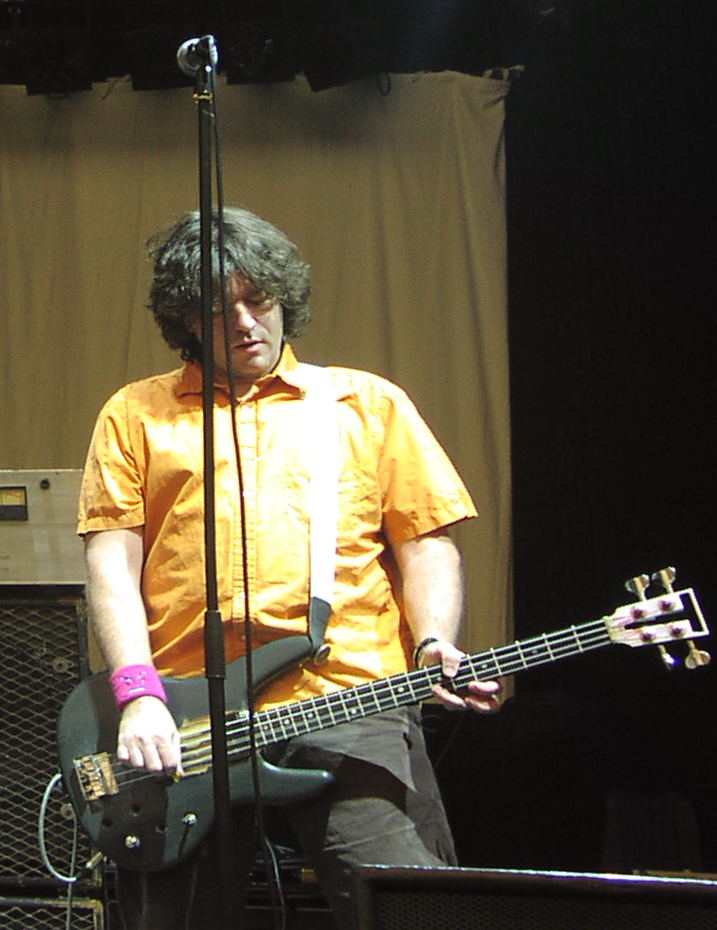
Bob Weston ao vivo com o Shellac (Festival ATP de 2007)

Bob Weston é um músico, produtor, engenheiro de gravação americano, conhecido por ser o baixista do Volcano Suns e do Shellac, além de produzir muitos álbuns da cena pós-punk underground americana.